# Filip Holender
Filip Holender (* 27. Juli 1994 in Kragujevac, BR Jugoslawien, heute Serbien) ist ein ungarischer Fußballspieler. Er steht seit 2022 bei Vasas Budapest unter Vertrag.

## Karriere

### Verein
Aus der Jugend von Honvéd Budapest kommend durchlief er hier ebenfalls die U17 und die U19, wonach es für ihn zum Jahreswechsel 2013 in die erste Mannschaft ging. Seinen ersten Einsatz in der ersten Liga erhielt er hier am 8. März 2013, bei einem 0:3 beim Paksi FC. Hier wurde er in der 62. Minute für Souleymane Diaby eingewechselt. Mit seinem Klub ging es dann in der Folgesaison auch erstmals für ihn in die Europa-League-Qualifikation, nach einem deutlichen 13:1-Sieg nach Hin- und Rückspiel in der 1. Runde gegen den FK Čelik Nikšić, setzte es aber beim FK Vojvodina eine 1:5-Niederlage nach Hin- und Rückspiel, womit es danach nicht weiter ging. Im letzten Spiel stand er zudem auch gar nicht mehr im Kader. Seinen ersten Erfolg durfte er dann am Ende der Spielzeit 2016/17 mit dem ungarischen Meistertitel feiern. In seiner letzten Saison für den Verein aus Budapest krönte er sich mit 16 Toren zudem noch zum Torschützenkönig der Liga.
Zur Spielzeit 2019/20 ging es für in schließlich erstmals in Ausland, zum Schweizer Super League Klub FC Lugano. Hier erhielt er in der Liga gleich am 1. Spieltag bei einem 0:4-Sieg über den FC Zürich seinen ersten Einsatz für den FC, in welchem er in der 80. Minute für Mattia Bottani eingewechselt wurde. Holender wurde im Oktober 2020 für eine Saison an Partizan Belgrad ausgeliehen. Nach einer starken Saison mit 9 Toren in 28 Einsätzen wurde Holender im Sommer 2021 fest von Partizan verpflichtet; mit dem Verein hatte er in der Saison 2020/21 die Vizemeisterschaft erreicht. In der Folgesaison wurde Partizan zwar erneut Vizemeister, Holender konnte aber nicht an seine vorherigen Leistungen anknüpfen.
Ende Juli 2022 wechselte er zurück nach Ungarn zum Erstligaaufsteiger Vasas Budapest und unterschrieb dort einen Vertrag bis 2025. Seinen ersten Einsatz bestritt Holender am darauffolgenden 2. Spieltag gegen Paksi FC, im selben Spiel erzielte er auch sein erstes Tor für Vasas Budapest.

### Nationalmannschaft
In der U-21 von Ungarn wurde er erstmals in der Qualifikation zur Europameisterschaft 2015 bei einem 1:4-Sieg über Bosnien und Herzegowina am 8. September 2014 eingesetzt, dabei stand er von Anfang an auf dem Feld und wurde in der 65. Minute für Zsolt Patvaros ausgewechselt. Sein erster Einsatz für die A-Mannschaft folgte in der UEFA Nations League am 18. November 2018 bei einem 2:0-Sieg über Finnland, bei welchem er in der 54. Minute für Mihály Korhut eingewechselt wurde.
Zur Fußball-Europameisterschaft 2021 wurde er in den ungarischen Kader berufen, kam aber mit diesem nicht über die Gruppenphase hinaus.